# دهستان انگوران
انگوران، دهستانی است از توابع بخش انگوران شهرستان ماهنشان در استان زنجان ایران.

## جمعیت
براساس سرشماری سال ۱۳۸۵ جمعیت آن ۹٬۴۵۷ نفر (۲٬۱۰۱ خانوار) بوده‌است.